# 영제이
영제이(1993년 12월 28일 ~)는 대한민국의 래퍼 겸 프로듀서다.
2011년 8월, 비즈니즈의 믹스테입 'Can I Talk My Sh!t Again?'의 수록 단체곡, 'Rap Superstar K'를 통해 처음으로 씬에 이름을 등장 시켰으며, 이후 비즈니즈가 만든 브랜뉴뮤직 산하 힙합 레이블 '앱살루트 뮤직'에 입단한다.
그 해 11월, 본인의 믹스테입 'GoX3'를 발표했으며, 피쳐링으로는 당시 같은 레이블 소속이였던 위너의 송민호 (Mino), i11evn, BIZNIZ, NoS2oK, 미스에스의 강민희 등이 참여했다.
이후 앱살루트 뮤직의 사장, 비즈니즈가 트위터로 팬들과 싸운 사건이 결정적 계기가 되어, 앱살루트 뮤직 멤버들이 단체로 탈퇴하는 사건이 벌어진다.
영제이 역시 앱살루트 뮤직을 탈퇴하고, 넉살, 아이딜, BLNK 등이 소속 되어있는 리드메카 크루에 입단, 2012년 5월, 새로운 믹스테입 'REFRESH'를 발표하게 된다. 참여진으로는 위너의 송민호 (Mino), 넉살과 애니마토로 이루어진 팀 Future Heaven, 프리즈몰릭의 반블랭크 등이 참여하였고, 탈퇴 당시의 심정을 담은 디스 곡 성향을 띈 'How Can I Say This'가 수록되어 있었다.
2013년, 프로듀서 Holyday가 프로듀싱한 싱글 'All Day Go Hard'로 정식 데뷔했다.

## 학력
- 금촌 초등학교
- 금릉 중학교
- 금촌 고등학교
- 성공회대학교 소프트웨어공학과

## 방송
- 쇼미더머니 777 (2018) - Top60